# Horloge atomique
Ne doit pas être confondu avec Horloge nucléaire.

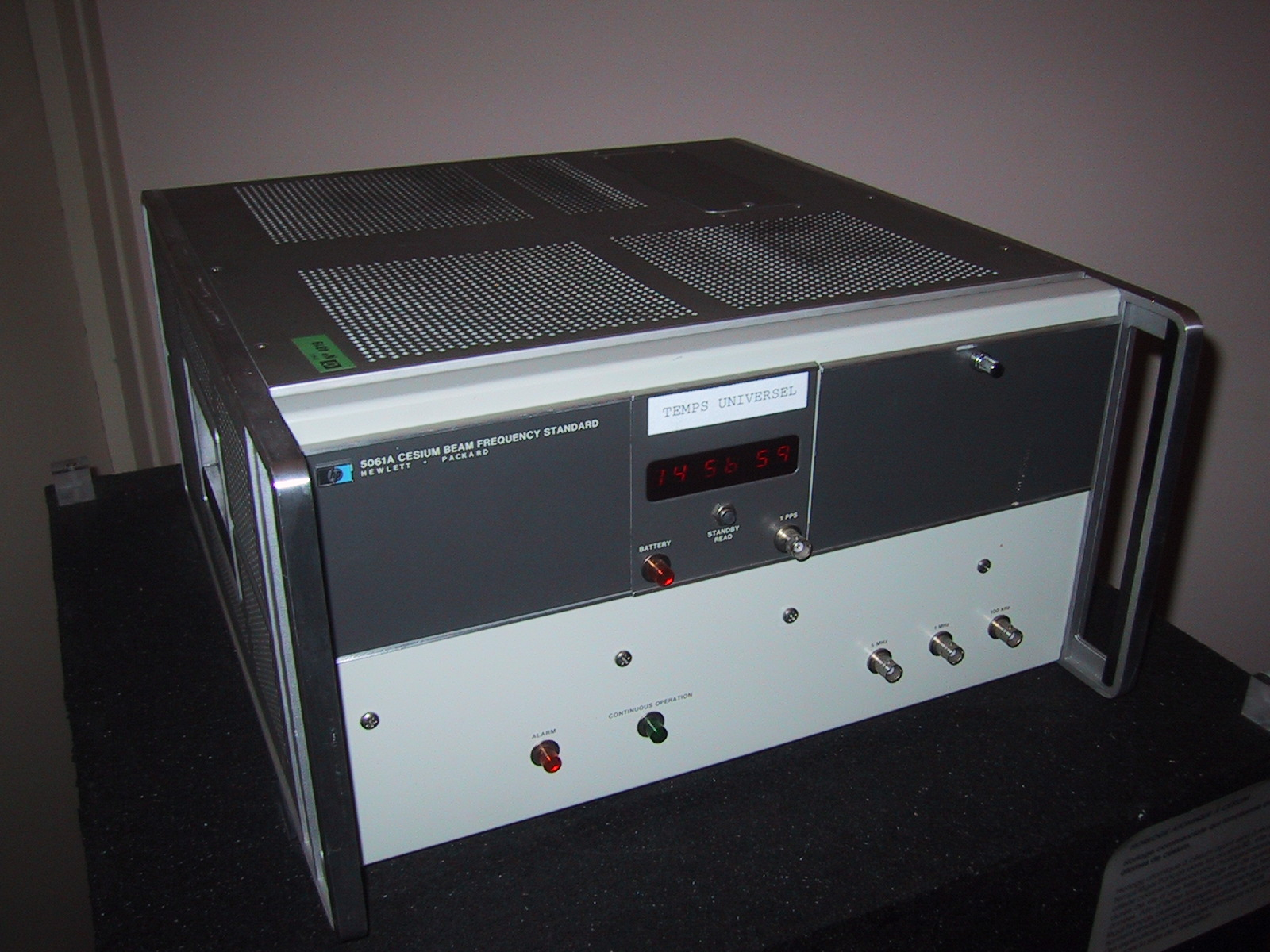
Horloge atomique commerciale à césium ayant servi à réaliser le temps légal français dans les années 1980 et comme référence pour l'horloge parlante.

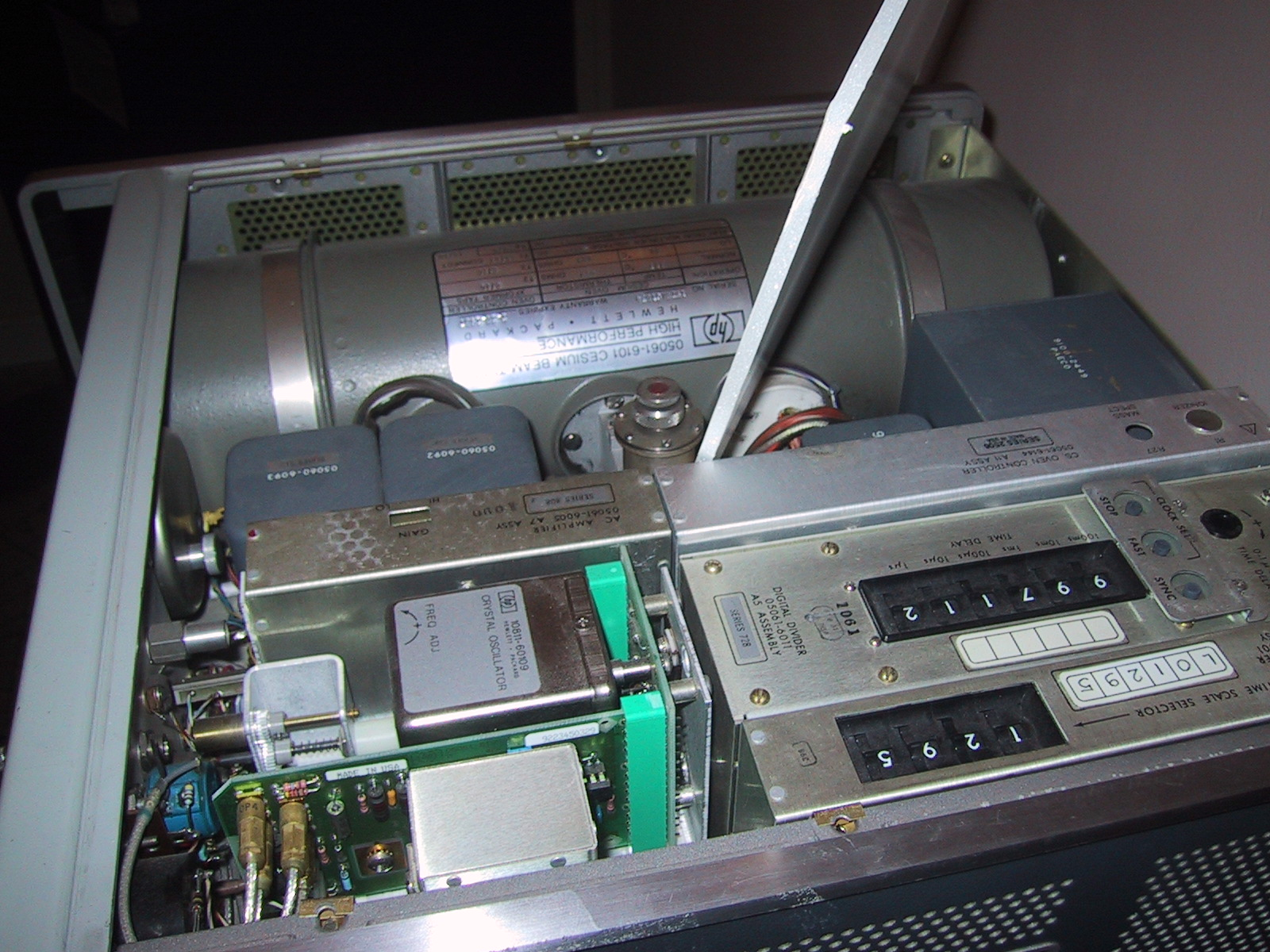
Horloge atomique à césium, vue interne.

Une horloge atomique est une horloge qui utilise la pérennité et l'immuabilité de la fréquence du rayonnement électromagnétique émis par un électron lors du passage d'un niveau d'énergie à un autre pour assurer l'exactitude et la stabilité du signal oscillant qu'elle produit. Un de ses principaux usages est le maintien du temps atomique international (TAI) et la distribution du temps universel coordonné (UTC) qui sont les échelles de temps de référence.

## Histoire
L'horloge atomique est apparue au vingtième siècle.
Dès 1949, le premier prototype est développé par le National Institute of Standards and Technology aux États-Unis, il utilise la molécule d'ammoniac.
En 1955, les physiciens Louis Essen et Jack Parry, avec le National Physical Laboratory (NPL), prototypent une horloge atomique à une fréquence de 9 192 631 830 ± 10 cycles par seconde soit une erreur de l’ordre de 1s sur 30 ans.
En 1958, des horloges atomiques au césium commerciales sont disponibles coûtant 20 000 dollars.

En 1967, la seconde, unité du Système international, est définie lors de la 13e Conférence générale des poids et mesures selon les vibrations de l'atome de césium : 

« La seconde est la durée exacte de 9 192 631 770 oscillations (ou périodes) de la transition entre les niveaux hyperfins de l’état fondamental de l’atome de 133Cs (atome au repos T=0K). »

— CGPM
Aujourd'hui, les horloges atomiques ont été transformées en horloges optiques et sont suffisamment précises pour que la mesure du temps soit influencée par une variation d'altitude de 30 centimètres de par l'effet gravitationnel dit de la théorie de la relativité générale. De ce fait, le césium peut ne plus constituer une référence suffisamment précise.

## Les types d'horloges atomiques
Les horloges atomiques se déclinent en différents types, mais leur principe de fonctionnement reste fondamentalement le même. La différence réside surtout dans le choix de l'élément utilisé et dans les méthodes employées pour détecter les variations de niveau d'énergie.
Les horloges atomiques les plus courantes sont les horloges atomiques au césium, à l'hydrogène et au rubidium.
Les horloges atomiques au césium fonctionnent en faisant passer un faisceau d'atomes de césium à travers un champ magnétique qui sépare les atomes selon leurs niveaux d'énergie.
Les horloges atomiques à hydrogène maintiennent les atomes d'hydrogène à un niveau d'énergie constant à l'aide d'un récipient spécial en vue d'éviter toute perte trop rapide de leur état d'énergie supérieur.
Les horloges atomiques au rubidium sont les plus simples et compactes de toutes, elles utilisent une cellule en verre de rubidium gazeux qui change son absorption de la lumière à la fréquence optique du rubidium lorsque la fréquence des micro-ondes environnantes est adéquate.
Les horloges atomiques les plus précises actuellement disponibles utilisent l'atome de césium avec des champs magnétiques et des détecteurs standards. Par ailleurs, l'utilisation de faisceaux laser permet de limiter les variations de fréquence dues à l'effet Doppler, en empêchant les atomes de césium de se déplacer dans tous les sens.

## Principe de fonctionnement

### Exemple de l'horloge atomique à jet de césium 133
Le principe général est de synchroniser en permanence, par une boucle d'asservissement, un oscillateur à quartz avec un jet permanent d'atomes de cesium 133, refroidis pour permettre leur mesure. L'asservissement se fait en maximisant le nombre d'atomes dans un état excité, qui possèdent une certaine énergie E2. Cette maximisation, mesurée dans une cavité micro-ondes, témoigne que l'oscillateur est le plus proche possible de la fréquence de la transition hyperfine de l'état fondamental de l'atome de césium 133 non perturbé, égale à 9 192 631 770 Hertz, qui est la définition officielle de la seconde. En effet, les électrons des atomes ne changent de niveau d'énergie que si l'énergie a une valeur très précise, directement liée à la fréquence.

#### Fonctionnement détaillé[5]

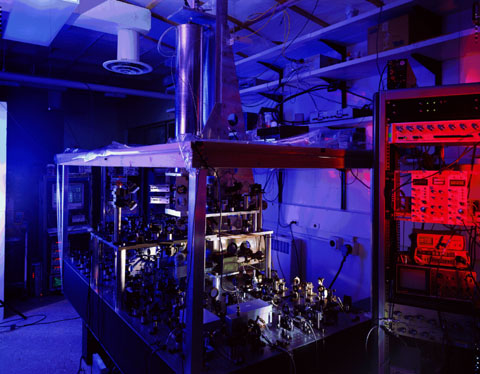
L'horloge atomique à fontaine d'atomes de césium NIST-F1. Cette horloge est l'étalon primaire de temps et de fréquence des États-Unis, avec une incertitude de 5.10 (en 2005).

Un système physique, ici une enceinte chauffée contenant du césium, permet de créer un jet d'atomes.
Dans ce jet, seuls les atomes correspondant à l'état d'énergie initiale désiré, ici E1, sont conservés (la sélection se faisant par déflexion grâce à un champ magnétique).
Un oscillateur à quartz (produisant un signal à 10 MHz) est multiplié afin de piloter un générateur micro-ondes à une fréquence ν′ (voisine de ν). Ce signal est ensuite injecté dans une cavité résonante dite de Ramsey.
Le jet d'atomes dans l'état E1 passe dans la cavité de Ramsey : plus la fréquence ν′ sera proche de ν, plus grand sera le nombre d'atomes qui, par absorption de l'onde, subiront la transition vers l'état E2.
À la sortie, le jet atomique subit une seconde déflexion magnétique qui sépare les atomes dans l'état E2 de ceux dans l'état E1.
Un détecteur, placé dans la trajectoire des atomes dans l'état E2, produit un signal proportionnel au nombre de ces atomes. Plus ν′ est proche de ν, plus le nombre d'atomes E2 compté en sortie est grand.
Un système d'asservissement ajuste en permanence la fréquence de l'oscillateur à quartz pour maximiser le nombre d'atomes dans l'état E2, et donc conserver la fréquence de l'oscillateur proche de la fréquence optimale. La fréquence de l'oscillateur est ainsi asservie à la fréquence de la transition atomique.
Dans le cas du césium, la fréquence ν est de 9 192 631 770 Hz. Cette valeur est exacte puisque c'est celle utilisée pour définir tout à la fois la seconde et son inverse le hertz.
Le comptage du temps est ensuite assuré par une division des oscillations de l'oscillateur à quartz, associé à un circuit électronique affichant par exemple l'heure comme dans une montre à quartz.
Les oscillations peuvent aussi être utilisées directement pour piloter des dispositifs ou équipements nécessitant une fréquence de fonctionnement stable.

#### Performances
Pour un type d'atome donné, la précision de l'horloge dépend du temps passé par les atomes dans la cavité micro-onde. Le temps est d'autant plus grand que les atomes sont refroidis (un atome à température ambiante a une vitesse de 300 m/s) et de la grandeur de la cavité. La précision peut être aussi améliorée en prenant un type d'atome ayant une fréquence de résonance plus élevée, ce qui est le cas pour des horloges au mercure ou strontium (voir #Horloge atomique aux fréquences optiques).
Les meilleures horloges au césium (en 2013) parviennent à une stabilité de l'ordre de 1 × 10−14 s.s−1, et atteignent 2 × 10−16 s.s−1 après plusieurs jours de fonctionnement.
Ceci signifie que l'horloge dérive de 2 × 10−16 seconde en une seconde, ce qui est souvent vulgarisé en donnant le nombre d'années nécessaire pour qu'une horloge dérive d'une seconde complète, dans ce cas une seconde en 160 millions d'années.
En 2025, l'horloge PHARAO du CNES a été mis en orbite. Celle-ci a été conçue afin de ne dévier que d’une seconde tous les 300 millions d’années (soit moins d’une minute depuis le Big Bang).

### Horloge atomique aux fréquences optiques
Les recherches récentes pour améliorer la précision des horloges atomiques se sont portées sur d'autres atomes (calcium, ytterbium, strontium, mercure, aluminium) piégés dans des treillis optiques dont les transitions énergétiques s'effectuent à des fréquences optiques (d'un ordre de grandeur 100 000 fois supérieur à celle de la transition de l'atome de césium; le BIPM a fixé la transition du strontium à 429 228 004 229 873.2 Hz en octobre 2015), permettant d'atteindre au moins une précision de l'ordre de une seconde sur la durée de l'âge de l'univers : 13 milliards d'années.
En 2018, le JILA a construit des horloges manipulant les atomes avec des lasers dépassant la précision des meilleures horloges au césium : une précision maximale de 2,5 × 10−19 s s−1 a été atteinte pendant 15 secondes par une horloge utilisant un treillis tridimensionnel d'atomes de strontium.

### Introduction aux processus de transitions entre niveaux atomiques

#### Processus énergétiques atomiques
La stabilité des raies spectrales atomiques avait déjà été remarquée par Lord Kelvin en 1879.
Un atome passe d'un état excité d'énergie E2 à un état plus stable d'énergie inférieure E1 par l'émission spontanée d'un photon de fréquence :
{\displaystyle \nu ={\frac {E_{2}-E_{1}}{h}}={\frac {\Delta E}{h}},}
où {\displaystyle h} est la constante de Planck.
À l'inverse, un atome dans un état plus stable d'énergie E1 passera à un état excité d'énergie supérieure E2 par l'absorption d'un photon de fréquence {\displaystyle \nu } dont la valeur est donnée par la même équation que ci-dessus.
On connaît aussi le principe d'émission stimulée consistant pour un atome à passer d'un état d'énergie excité vers un état plus stable après la rencontre d'un autre photon. L'énergie de l'atome sera alors dissipée par l'émission d'un autre photon qui possédera les mêmes caractéristiques que le photon initiateur.
Il existe également une probabilité non nulle pour qu'un atome se trouvant dans un état excité redescende dans un état plus stable et plus faible par un processus de désexcitation non radiative, c'est-à-dire sans émettre de photon. Le système devant alors satisfaire à la relation de conservation de l'énergie, il en résultera soit un échauffement de l'atome, soit un transfert de quantité de mouvement.
Ces processus atomiques élémentaires, dont la théorie a été développée en grande partie par Albert Einstein, vont être à la base de toute l'interaction permettant d'élaborer un étalon atomique de mesure du temps.

#### Notion de structure fine et hyperfine
L'observation à haute résolution des raies lumineuses d'un spectre d'émission ou d'absorption met en évidence la présence d'une superposition de plusieurs composantes au sein d'une même raie.
Une raie principale est donnée par le nombre quantique principal n caractérisant les états propres des fonctions d'onde de ses orbitales électroniques. Dans un même niveau quantique principal, la théorie va donner une série de sous-niveaux quantiques correspondant à des états quantiques dégénérés qui vont être créés par les diverses interactions physiques au sein de l'atome (interaction spin–orbite, effets de volume, effets relativistes, etc.). Ces sous-niveaux sont en fait la cause de la structure composée de la raie principale observée dans le spectre. On parle alors de structure fine : cette observation nécessite en effet une spectroscopie de plus grande précision, les écarts en énergie étant de l'ordre de 1000 fois plus faibles que les écarts entre niveaux principaux.
Enfin, d'autres effets peuvent intervenir encore plus faiblement : interaction du spin du noyau et de l'électron, effets d'électrodynamique quantique... Une mesure encore plus poussée révèle alors l'existence d'une structure hyperfine des niveaux d'énergie.

## Applications

### Temps atomique international
Le temps atomique international est la référence mondiale fondée sur la définition de la seconde atomique, calculée au Bureau international des poids et mesures à Sèvres, en faisant la moyenne d'environ 500 horloges atomiques (en 2016) réparties dans plus de 70 laboratoires dans le monde. Ces horloges de référence sont majoritairement du type atomique au césium, d'autres fonctionnant au rubidium ou avec un maser à hydrogène.
En France, le temps légal est généré par le Laboratoire national de métrologie et d'essais - Système de références temps–espace (LNE-SYRTE) situé à l'Observatoire de Paris. Il repose sur les lectures d'une centaine d'instruments dont en particulier six horloges au césium et quatre masers actifs à hydrogène.

### GPS
Les horloges atomiques sont également employées dans les systèmes de positionnement par satellites. Ainsi, les satellites des constellations du GPS, du système GLONASS ou ceux du programme Galileo embarquent chacun plusieurs horloges atomiques, jusqu'à quatre pour les satellites GPS.
Les deux satellites GIOVE de test du système Galileo, lancés en 2005 et 2008, emportaient l'un une horloge au rubidium, l'autre un maser à hydrogène supplémentaire, en faisant la référence temporelle la plus stable jamais envoyée en orbite et le satellite de navigation le plus performant du monde.

### Télécommunications
Les horloges atomiques sont aussi utilisées dans les réseaux de télécommunications pour fournir un signal de référence aux oscillateurs internes des équipements, afin d'assurer une qualité de transmission des services en accord avec les normes internationales. On utilise soit les signaux directement produits par des horloges atomiques soit les signaux élaborés à partir des émissions des satellites de la constellation GPS qui ont la stabilité des horloges atomiques embarquées.

### Mesure du champ gravitationnel
La précision des horloges atomiques au rubidium ou au mercure devient telle que les effets sur le temps de la gravitation terrestre devient mesurable avec ces horloges, même pour de petites variations. Il devient ainsi possible de mesurer la gravitation à l'aide d'horloges.
Notamment, la forme du géoïde terrestre, qui est la surface équipotentielle de référence du champ de pesanteur terrestre, peut être précisée. Ce géoïde est d'une importance cruciale pour nombre d'applications, et notamment la prévision et le contrôle de la trajectoire des fusées ou celles des satellites. 
Elles peuvent aussi devenir un instrument scientifique pour mesurer le champ gravitationnel des autres planètes, et donc leur composition interne.
De même, le projet PHARAO doit permettre de confirmer les prédictions de la théorie de la relativité générale, mais aussi de mesurer un tempo de l’horloge différent de celui prévu, afin de pouvoir réévaluer celles-ci.